# ギュスターヴ・ランソン

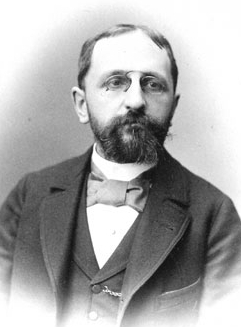
ギュスターヴ・ランソン

ギュスターヴ・ランソン（Gustave Lanson、1857年8月5日オルレアン - 1934年12月15日パリ）はフランスの文学史家、文芸批評家。パリのソルボンヌ大学で教えた。

## 人物
『フランス文学史』（1894年）が古典的著作と目される。ボシュエ、ボアロー、ピエール・コルネイユ、ヴォルテールなどについての著作も有名。
ランソンは20世紀初頭のフランスの大学の制度改革において大きな役割を果たしたことで知られる。またフランスの文芸批評の領域では死後はるか後まで名声を轟かせた。文学研究と文化研究を一体化させた文学史的著作が名高い。前者の領域では、ランソンはイポリット・テーヌが言う「人種、環境、時代」という考えに一部疑問を挟みつつ進化させた。ランソンは教育学的研究にも大きく貢献し、教育現場でテクスト解釈(explication)を行う重要性を説いた。これはフランス版クローズ・リーディングとも言えるもので、フランスの教育現場では今日も教えられているやり方である。
ランソンは文芸社会学の研究を提唱した。これは社会環境が作者に与える影響や、読者の予期への影響、さらにテクスト自体への影響を複合的に検討するものである。ランソンによればテクストとは、集合的な社会的諸力から自動的に生成されるものではないし、孤立した天才が独自に産み出すものでもない。これら両極端の間にあるものである。テクストとは社会が強力な目に見えない力を発揮して作り上げる作品であるが、しかしその力から逃れることもでき、そのようにして社会の力の及ぶ範囲を超えて何かが伝えられる。このようにテクストを複合的に捉えることによって、ランソンはテクストが意図する複数の読み手を想定できるようになった。すなわち、一方にはテクストを生産する社会に属する直接の読者たちがおり、そしてもう一方には、テクストそれ自体によってある程度決定され得る理想の読者たちである。
1911年、ニューヨークのコロンビア大学の客員教授となり、渡米。アメリカ合衆国を精力的に旅行し、数々の大学を見て回った。後年旅行記を書いてもいる。ランソンはアメリカの大学で宗教教育が重視されていることに驚いている。ただし、宗教を共有していることによって形作られる一体感は、アメリカン・フットボールなど学生スポーツの機会に形作られる一体感に比べると色褪せるとも述べている。
1919年から1927年までパリの高等師範学校の校長を務める。
フランスではロラン・バルトらの新批評が台頭すると急速に評判を落とした。同様にアメリカ合衆国でも、ランソンの死後、その人気が急速に低下した。1950年代後半から1960年代にかけてがとりわけ評判の悪かった時期で、その原因は当時流行していた新批評がメタファーやイメージ世界の探求に関心を集中させ、テクストをそれが作られた環境とは切り離して研究しようとしていたため、ランソン流の研究が些細な歴史的伝記的な事柄に拘泥し、硬直した文献学に閉じこもっているように見えたためである。
しかし最近では、文体研究と歴史的研究の共通性を探ろうとする動きもあり、また批評の歴史について再検討をうながす研究もあって、ランソンへの関心が再び高まっている。